# Phyllospadix serrulatus
Phyllospadix serrulatus är en bandtångsväxtart som beskrevs av Franz Josef Ivanovich Ruprecht och Paul Friedrich August Ascherson. Phyllospadix serrulatus ingår i släktet Phyllospadix och familjen bandtångsväxter. IUCN kategoriserar arten globalt som livskraftig. Inga underarter finns listade.
Arten förekommer nära Stilla havet i Kanada och USA från Alaska till Oregon.